# مدرسه نظامی احمدی
مدرسه نظامی احمدی یا مدرسه نظام مشیرالدوله در سال ۱۲۹۳ خورشیدی توسط میرزا حسن خان مشیرالدوله و با الگوبرداری از مدرسه نظامی سن سیر فرانسه ساخته شد. 
این آموزشگاه به دلیل گشایش در دوران احمدشاه با این نام در ایران شناخته شد. 
در بنای این مدرسه بخش‌هایی برای کلاس‌های تدریس، سالن غذاخوری با ظرفیت ۱۰۰ نفر، نمازخانه، زندان، آبدارخانه، محل استراحت و چهار اتاق برای رئیس و معاون، فرمانده گروهان و پزشک در نظر گرفته شده بود.